# Barrio Juan Bautista Alberdi (Santiago del Estero)
El Barrio Dr. JUAN BAUTISTA ALBERDI es un barrio de la ciudad de Santiago del Estero (capital), Argentina.

## Toponimia
Se denominó así a este barrio en homenaje y reconocimiento a la destacada figura que fue el Dr. Juan Bautista Alberdi, jurisconsulto, escritor y político, autor de "Bases y Punto de Partida para la Organización Política de la República Argentina" que influyó decididamente en las resoluciones del Congreso Constituyente de 1853.

## Geografía
Sus límites son: avenida Roca (N); avenida Roca (S); avenida Rivadavia; avenida Belgrano (N); Hipólito Yrigoyen; calle la Plata; calle Ameghino.
Su superficie es de 80,76 ha y la población según el censo del 2001 es de 4590 habitantes.